# Alms for a Blind Horse

Alms for a Blind Horse ou Anhey Ghorhey Da Daan ou Anhe Ghore Da Daan est un film indien en langue punjabi réalisé par Gurvinder Singh sorti en 2011. Le scénario, tiré du roman éponyme de Gurdial Singh, est écrit conjointement par le réalisateur et le romancier et relate l'existence difficile de pauvres paysans du Punjab.
Après avoir été projeté dans plusieurs festivals internationaux, le film est primé à trois reprises lors des 59e National Film Awards.

## Synopsis
Dans un petit village du Punjab, les paysans gagnent leur vie à grand peine et les rituels qui rythment leurs journées révèlent autant leur impuissance que la colère qui monte en eux. La situation empire quand le propriétaire terrien vend son domaine à une entreprise industrielle qui détruit la maison d'un villageois qui refuse de la quitter. « Le Père » d'une famille d'intouchables se joint à la communauté pour réclamer justice alors que son fils est parti à la petite ville voisine pour devenir conducteur de rickshaw. Ce dernier participe à une grève qui tourne à l'affrontement violent au cours duquel il est blessé.

## Fiche technique et artistique
- Titre international : Alms for a Blind Horse
- Titre original (translittération du punjabi) : Anhey Ghorhey Da Daan ou Anhe Ghore Da Daan[1]
- Réalisateur : Gurvinder Singh
- Scénario : Gurvinder Singh et Gurdial Singh d'après le roman de ce dernier
- Musique : Catherine Lamb
- Photographie : Satya Nagpaul
- Montage : Ujjwal Chandra
- Producteur délégué : Mani Kaul
- Production : National Film Development Corporation of India (NFDC)
- Langue : punjabi
- Pays d'origine : Inde
- Date de sortie : 11 octobre 2011
- Format : Couleurs
- Genre : drame social
- Durée : 112 minutes

## Distribution
La plupart des interprètes ne sont pas des acteurs professionnels mais des villageois punjabi.
- Samuel John : Melu, le conducteur de rickshaw
- Mal Singh : le Père
- Sarbjeet Kaur : Dayalo
- Emmanuel Singh : Bhupi
- Kulvinder Kaur : Ballo, la femme de Melu
- Lakha Singh : Lakha
- Gurvinder Makhna : Dulla
- Dharminder Kaur : la Mère

## Récompenses
Alms for a Blind Horse est sélectionné par plusieurs festivals internationaux. La première a lieu à la Mostra de Venise 2011 puis il est projeté au 55e Festival du film de Londres et au Festival international du film de Pusan. Il reçoit les prix suivants :
Étranger
Festival du film d'Abu Dhabi : Prix spécial du jury et Black Pearl trophy
Inde
59e National Film Awards : Meilleur réalisateur (Gurvinder Singh), Meilleur directeur de la photographie (Satya Raj Nagpaul), Meilleur film en langue punjabi
43e Festival international du film d'Inde : Golden Peacock du meilleur film